# Aparecida (Paraíba)
Aparecida is een gemeente in de Braziliaanse deelstaat Paraíba. De gemeente telt 7.607 inwoners (schatting 2009).
De gemeente grenst aan São Francisco, São José da Lagoa Tapada, Pombal en Sousa.